# Docodesmus maculatus
Docodesmus maculatus är en mångfotingart som först beskrevs av Charles Harvey Bollman 1888.  Docodesmus maculatus ingår i släktet Docodesmus och familjen fingerdubbelfotingar. Inga underarter finns listade i Catalogue of Life.